# 31291 Yaoyue
31291 Yaoyue è un asteroide della fascia principale. Scoperto nel 1998, presenta un'orbita caratterizzata da un semiasse maggiore pari a 3,1505660 UA e da un'eccentricità di 0,1450658, inclinata di 2,69194° rispetto all'eclittica.